# Rewolwer Beaumont-Adams
Beaumont-Adams – brytyjski rewolwer kapiszonowy, wyposażony w mechanizm spustowy podwójnego działania (DA). Przyjęty na wyposażenie armii brytyjskiej w 1862 r.
Rewolwery tego typu używane były między innymi w powstaniu styczniowym. W Muzeum Oręża Polskiego w Kołobrzegu znajduje się egzemplarz takiego rewolweru używany w powstaniu z 1863. 

## Bibliografia

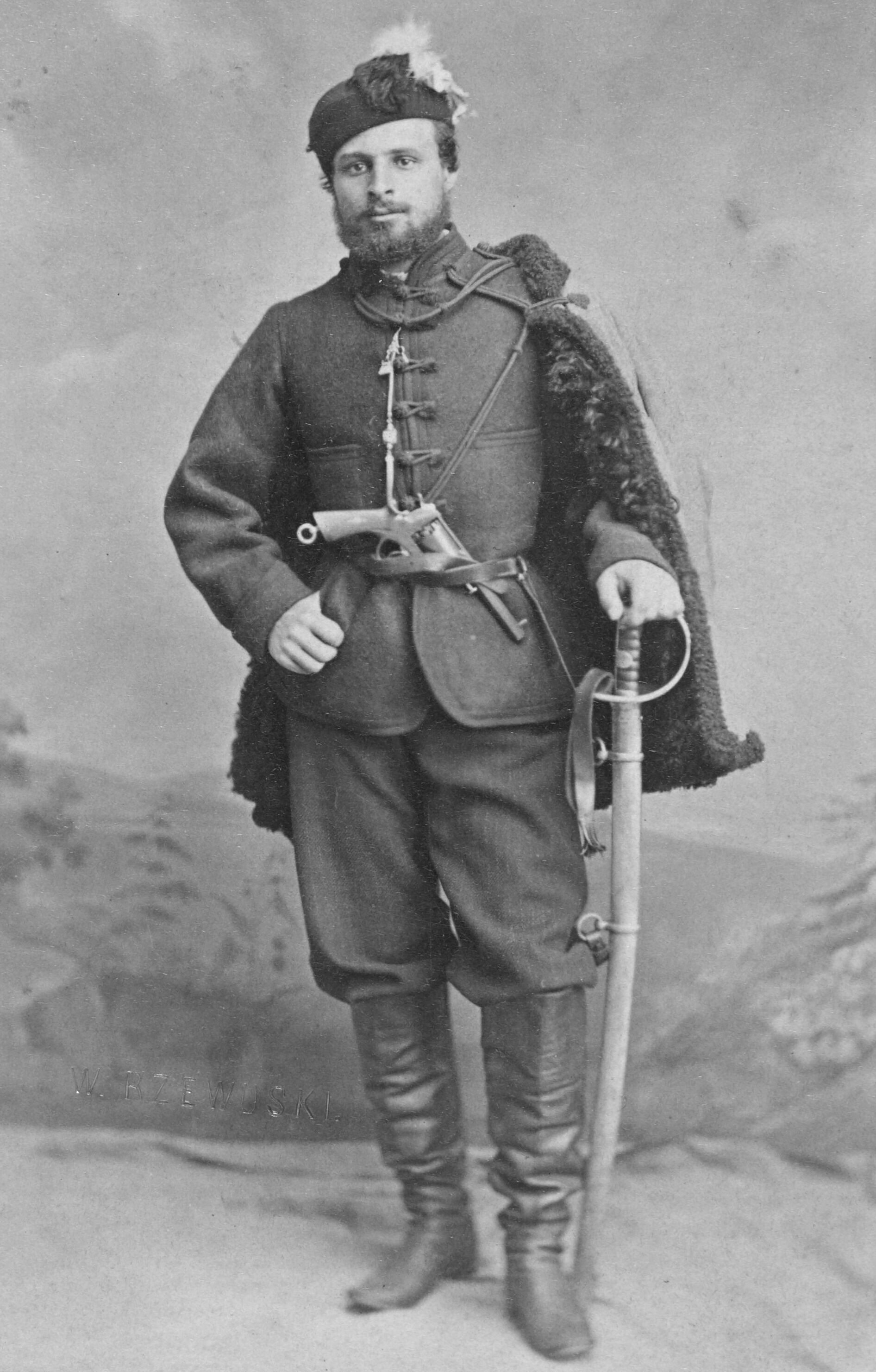
Powstaniec styczniowy z rewolwerem Beaumont-Adams